# آندره آلمیدا (بازیکن فوتبال، زاده ۲۰۰۰)
دومینگوس آندره ریبیرو آلمیدا که بیش‌تر با نام آندره آلمیدا شناخته می‌شود(انگلیسی: André Almeida؛ زادهٔ ۳۰ مهٔ ۲۰۰۰)، بازیکن فوتبال اهل پرتغال است.
وی همچنین در تیم‌های ملی فوتبال Portugal national under-15 football team، زیر ۱۶ سال پرتغال، زیر ۱۷ سال پرتغال، زیر ۱۸ سال پرتغال، زیر ۱۹ سال پرتغال، زیر ۲۰ سال پرتغال، و زیر ۲۱ سال پرتغال بازی کرده‌است.

## دوران باشگاهی
آلمیدا در گیماریش، استان مینهو متولد شد، قبل از تولد ۱۰ سالگی خود به آکادمی فوتبال ویتوریا پیوست. در ۶ اوت ۲۰۱۶، در حالی‌که فقط ۱۶ سال داشت، اولین بازی خود را در بزرگسالان برای تیم دوم ویتوریا گیمارش در سگوندا لیگا انجام داد و در باخت ۲ بر ۱ مقابل سانتاکلارا ۷۷ دقیقه به میدان رفت.
آلمیدا در اولین بازی خود در لیگ برتر فوتبال پرتغال با تیم اصلی در ۱۸ اوت ۲۰۱۹، در تساوی خانگی ۱–۱ با بواویشتا به میدان رفت. او اولین گل خود را در رقابت در ۸ سپتامبر، در بازی خارج از خانه مقابل ریوآوه به ثمر رساند.